# إيمي بيري
إيمي بيري (بالإنجليزية: Emmy Perry)‏ هي ممثلة أمريكية، ولدت في 10 سبتمبر 2004 في شاطئ نيوبورت في الولايات المتحدة.

## مشوراها وظيفي
بيري هي ابنة مصمم الألعاب والمنتج ديفيد بيري. عندما كانت في السابعة من عمرها شاركت في المسرح اليوناني مع كريستين تشينويث. لديها أجزاء في البرامج التلفزيونية بما في ذلك الغبطة. عام 2015 شاركت في فيلم وينر دوغ انترناشيونال. كان دورها الرئيسي الأول في فيلم 2017 الموازين ، حوريات البحر حقيقية. كانت من المشاهير البارزين في برنامج «تذكرني الخميس» التابع لمركز هيلين وودوارد للحيوانات  تم اختيارها كواحد من 12 أكثر الأطفال الموهوبين والمتميزين في الأطفال ويز في مقاطعة أورانج ، كاليفورنيا .  وهي أيضًا سفيرة لـ جيل على   وتم تعيينها في الدور نصف النهائي من هاسبرو بطل العمل المجتمعي لتفانيها في الخدمة وجهودها للتأثير على مجتمعاتهم المحلية والعالمية. طُلب منها أيضًا أن تكون جزءًا من مشروع الفتيات.

## وصلات خارجية
- إيمي بيري على موقع IMDb (الإنجليزية)
- إيمي بيري على موقع قاعدة بيانات الفيلم (الإنجليزية)